# ハラーイブ・トライアングル
座標: 北緯22度28分9秒 東経35度31分23秒 / 北緯22.46917度 東経35.52306度
ハラーイブ・トライアングル（英語: Hala'ib Triangle、アラビア語: مثلث حلايب 、ラテン文字転写: Muṯallaṯ Ḥalāʾib）は、エジプトとスーダンの国境地帯の紅海沿岸にある地域の名称。ハラーイブ（ハライブ）は、この地域の南東部にある町の名である。エジプトとスーダンが領有権を主張しており、エジプトが実効支配している。
スーダンの立場では紅海州の一部であり、「スーダン政府行政区域」（Sudan Government Administration Area、略称 SGAA）の名で呼ばれることもある。

## 地理
東に紅海に面したおおむね三角形状の領域で、面積は 20,580 km2。南の境界線は北緯22度線であり、東西290kmにおよぶ直線である。北西側の境界線は、山々の頂を直線で結んだものである。西南に隣接した北緯22度以南には、ビル・タウィールと呼ばれる地域がある。
紅海寄りの位置に、ハラーイブ、アブー・ラマド（Abu Ramad）の町がある。地域最大の集落はアブー・ラマドである。アブー・ラマドはハラーイブの北西30kmにあり、カイロやアスワンとを結ぶ長距離バスが発着している。ナイル川沿岸のワジハルファと並び、エジプト・スーダンを陸路で越える地点である。エジプト領で最も近い町は、アル・シャラテーン (Shalateen) の町で、領域境界のすぐ北側にある。スーダン領で最も近い町は Osief で、22度線の26km南に位置する。
領域には1000mを超える山地も広がっており、南東部にあるエルバ山 (Gebel Elba) （1,435 m）は、生物地理学においてエチオピア区の北端となっている。エルバ山の生態系は地中系のものと北アフリカ系のものの入り混じったユニークなものとなっており、アカシアやマングローブなどの潅木の濃い森も見られるほか、Biscutella elbensis のような固有種も見られる。エルバ山を中心とする地域は、エジプトによって自然保護区に指定されている。

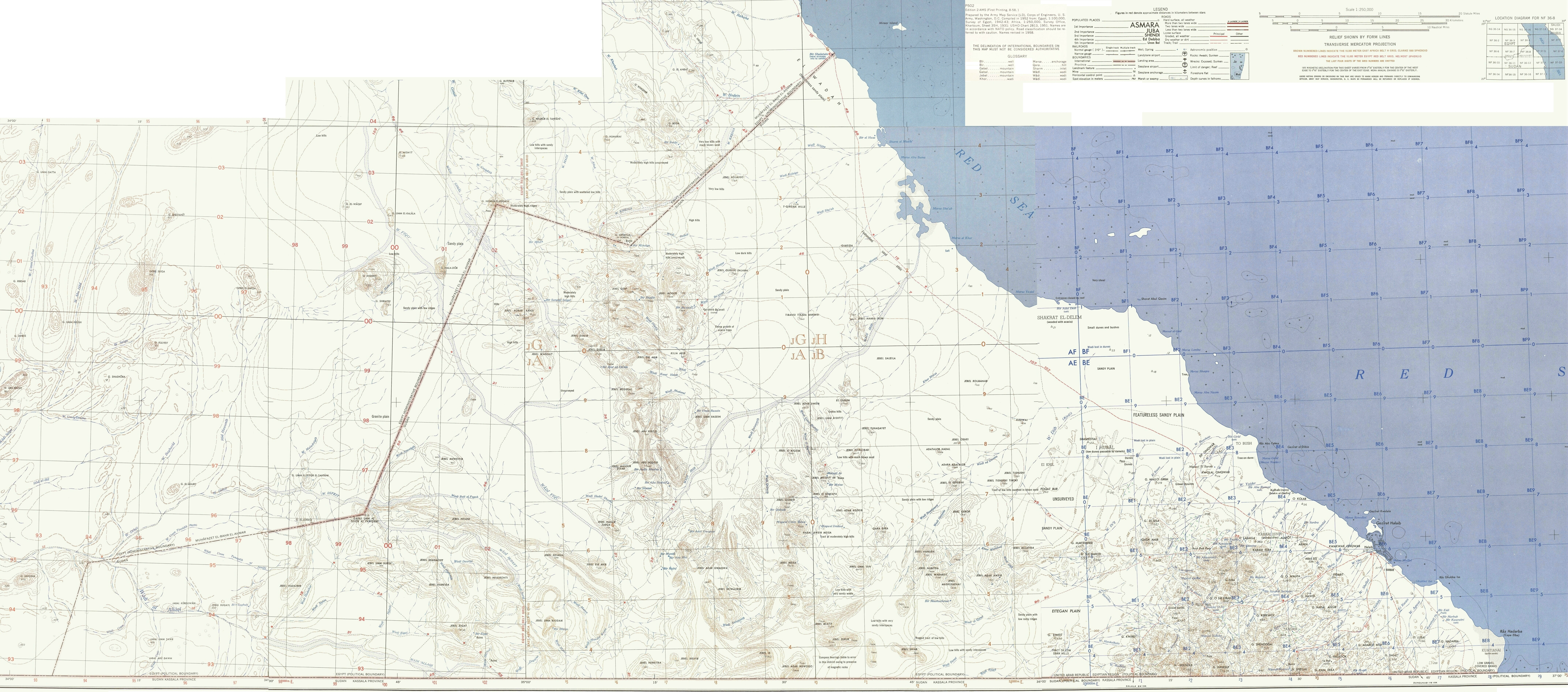
ハラーイブ・トライアングル（1954年米軍作成の複数の地図を合成）

## 歴史
1899年、イギリスは、保護国エジプトに現在のスーダンを組み込んだ（英埃領スーダン）。このとき、エジプトとスーダンの境界線は北緯22度線と定められた。

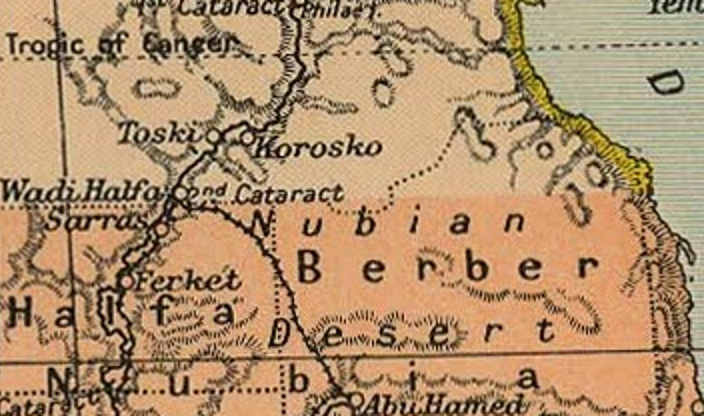
1912年当時のハラーイブ・トライアングルとビル・タウィールの地図

1902年、イギリスはこの地に新しい行政境界線を引き、ハラーイブ・トライアングルはハルツームのスーダン総督の管轄下に置かれることになった。ハライブ一帯の遊牧民がスーダン側を拠点としており、地理的・文化的にカイロよりもハルツームに近かったためである。なお、このとき同時に、ビル・タウィールがエジプトの管轄下に入った。
政治上の境界線（22度線）と行政上の境界線という2つの異なる境界線の存在は、スーダン独立後大きな問題となり、エジプトとスーダン双方がハラーイブ・トライアングルの領有権をそれぞれ主張することになった。1958年2月、エジプトのナーセル大統領は、国民投票（シリアとのアラブ連合共和国結成の是非を問うもの）を実施するためにこの地域に軍を派遣したが、同月中には軍を撤退させている。

## 帰属問題

両国の領有権主張

1990年代まではハラーイブ・トライアングルは実質的に両国の共同管理状態に置かれていた。
1992年、スーダン政府がハラーイブ・トライアングルの海域で油田を探索する権利をカナダの企業に与え、エジプトがそれに抗議した。エジプトとスーダンの間でこの問題についての交渉が始まったが、カナダの企業はこの地域の主権が確定するまで撤退することとした。
エジプトのムバラク大統領（当時）は「自らの暗殺未遂事件にスーダンが関与した」と主張して1995年、軍部隊を派遣してハラーイブを支配下に置いた。両国の武力衝突も起きたが、2000年1月にスーダンはこの地域から軍を撤退させた。これ以降、ハラーイブ・トライアングルはエジプト軍が占領・管理している。
2004年、スーダンのバシール大統領は、ハラーイブ・トライアングルが依然としてスーダンに属する領土であると言明した。2009年10月、スーダンの選挙管理委員会は、2010年4月の総選挙を前にハラーイブ・トライアングルが紅海州（スーダン）に属する一選挙区であるとし、住民に選挙人登録を行ってスーダン憲法の認める権利を行使するよう呼びかけた。しかし、スーダンの選挙管理委員会が派遣した要員はエジプト当局によって入境を拒否されたため、ハラーイブ・トライアングルでの選挙人登録は行われなかった。2009年12月には、スーダンの大統領補佐官 Musa Mohamed Ahmed が入境を拒否されている。
エジプト政府は、ハラーイブ・トライアングルの北に接するアル・シャラテーンに設置していた国境交易センターを閉鎖し、これを北緯22度線上の入国管理所の近くに移転する措置をとった。移転された交易センターは拡張され、取引を扱う人員も増強された。このため、スーダンからエジプトへ商品を運び込む場合、かつてのようにアル・シャラテーンで荷を降ろすことは許されなくなった。ハラーイブの南東にあるハダルバが「国境」交易ポイントとなることでエジプトによる地域の実効支配が強化されている。
2009年、エジプトの電力当局は、アル・シャラテーンで現在使われている発電機に替え、エジプトの幹線電力網からの支線を延ばす工事を行っている。この電線は、アブー・ラマドやハラーイブにも延伸される予定となっている。
エジプトのシシ政権は2016年、この地域に18の金鉱山があると発表。2017年7月には紅海沿岸で港の建設も始めた。これに対してスーダン政府は交渉を要求し、エジプトが拒否する場合は国際司法裁判所への提訴や、スーダンが上流を領有するナイル川の流水制限といった措置をとる方針を示唆している。
なお、西隣のビル・タウィールは、ハライブを自国領とする国境線を採用すると国境外になる地域であるため、両国とも領有権を否認。第三国も含めていずれの国も領有権を主張していない無主地となっている。